# Фетініно (Бабушкінський район)
Феті́ніно (рос. Фетинино) — присілок у складі Бабушкінського району Вологодської області, Росія. Входить до складу Міньковського сільського поселення.

## Населення
Населення — 25 осіб (2010; 45 у 2002).
Національний склад (станом на 2002 рік):
- росіяни — 100 %